# Ascotaiwania pennisetorum
Ascotaiwania pennisetorum är en svampart som beskrevs av M.K.M. Wong & K.D. Hyde 2001. Ascotaiwania pennisetorum ingår i släktet Ascotaiwania, ordningen Sordariales, klassen Sordariomycetes, divisionen sporsäcksvampar och riket svampar.   Inga underarter finns listade i Catalogue of Life.